# Cezary Leżeński

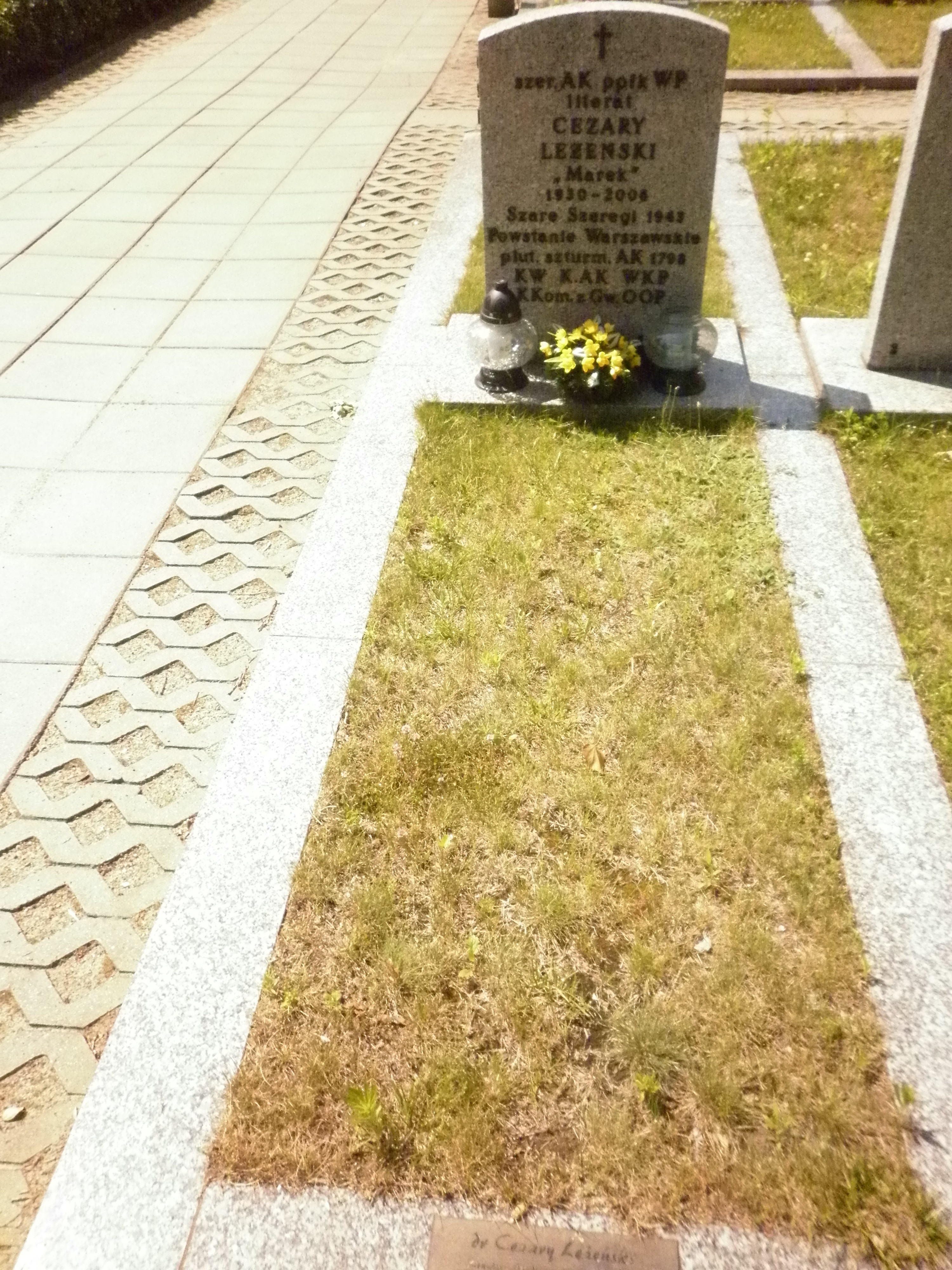
Grób Cezarego Leżeńskiego na Cmentarzu Wojskowym na Powązkach

Cezary Leżeński, ps. „Jerzy Nałęcz” i „Marek” (ur. 6 stycznia 1930 w Poznaniu, zm. 5 grudnia 2006 w Warszawie) – polski pisarz i dziennikarz, doktor nauk humanistycznych, podpułkownik Wojska Polskiego, autor ponad 30 książek, w tym dla dzieci i młodzieży, były kanclerz Międzynarodowej Kapituły Orderu Uśmiechu.

## Życiorys
Pochodził ze szlacheckiej rodziny Leżeńskich herbu Nałęcz. W okresie okupacji był członkiem Szarych Szeregów. Jako kilkunastoletni chłopiec brał udział w powstaniu warszawskim jako łącznik plutonu szturmowego AK, za co został odznaczony Krzyżem Walecznych.
W 1952 ukończył filologię polską i dziennikarstwo na Uniwersytecie Jagiellońskim w Krakowie. W latach 1969–1981 był redaktorem naczelnym „Kuriera Polskiego” w Warszawie, gdzie mieszkał i pracował. Był członkiem Stowarzyszenia Pisarzy Polskich.
W latach 1976–1981 był przewodniczącym, a następnie w okresie 1992–2006 (do śmierci) kanclerzem Międzynarodowej Kapituły Orderu Uśmiechu. Order Uśmiechu po jego wystąpieniu przed zgromadzeniem plenarnym ONZ w Nowym Jorku został umiędzynarodowiony i uznany za jedyne dziecięce odznaczenie międzynarodowe.
Wchodził w skład władz Stronnictwa Demokratycznego, był członkiem Prezydium Centralnego Komitetu w latach 1990–1991, następnie działał w Kongresie Liberalno-Demokratycznym. Pełnił obowiązki prezesa Towarzystwa Kontroli Rekordów Niecodziennych oraz wiceprezydenta Fundacji Młodej Polonii.
W latach 1998–2006 był prezydentem Polskiej Federacji Międzynarodowego Mieszanego Zakonu Wolnomularskiego Le Droit Humain.
Został pochowany 12 grudnia 2006 na Cmentarzu Wojskowym na Powązkach w Warszawie w Panteonie Żołnierzy Polski Walczącej (kwatera D22-12-1).

## Odznaczenia i wyróżnienia
- Krzyż Komandorski z Gwiazdą Orderu Odrodzenia Polski (15.07.1997 nr 138-97-1)
- Krzyż Komandorski Orderu Odrodzenia Polski (1980)[2]
- Krzyż Kawalerski Orderu Odrodzenia Polski (1972)[3]
- Krzyż Walecznych (1944, zaśw. MON DK-7143/w ogłoszone w Dzienniku Personalnym MON – Londyn 04.11.1949)
- Krzyż Partyzancki (12.10.1966, nr K-22807)
- Srebrny Krzyż Zasługi z Mieczami (Rozkaz D-cy AK 512/BP z dn.2 X 44 r. – Londyn 30.12.1949 nr 32728)
- Krzyż Armii Krajowej (Londyn, 30.08.1967 nr 1633)
- Warszawski Krzyż Powstańczy (18.01.1982 nr 2-82-67 K.)
- Medal Wojska (Londyn 10.06.1970, nr 16493)
- Złoty Medal „Za Zasługi dla Obronności Kraju” (Decyzja nr 49 / Kadr MON z dn. 05.04.2005 nr 49-2005-29)
- Medal Komisji Edukacji Narodowej (25.10.1977, nr 1979)
- Krzyż „Za Zasługi dla ZHP” (22.05.1986 nr 581) oraz rozeta – Miecze do Krzyża za Zasługi dla ZHP (za Szare Szeregi)
- Order Uśmiechu (21.03.1979, nr 204)
- Odznaka Zasłużonego Działacza Kultury (27.11.1995, nr 855-11/95)
- Za Zasługi dla Miasta Stołecznego Warszawy (21.04.2002, nr 158)
- Odznaka Weterana walk o niepodległość (06.10.1995, nr 248202/32)
- Dziecięca Nagroda „Serca”
- Odznaka „Przyjaciel Dzieci Ulicy” (2002)
- Nagroda Polonii Australijskiej „Polcul”
- Nagroda Literacka im. Gustawa Morcinka
- „Hit Książkowy” za powieść Jarek i Marek bronią Warszawy
- Tytuły honorowego obywatela: Nowy Orlean, Izrael, Nowy Dwór Mazowiecki
- Sprawiedliwy wśród Narodów Świata (2001)

## Twórczość
- Powrót (Wydawnictwo Śląsk, 1963)
- Kolorowy świat mistrza Teofila (opowieść o T. Ociepce,1963, Wyd. Śląsk, 1963)
- Pozdrowienia dla zdrajcy (Wyd. Śląsk, 1968)
- Barwy i rytmy Śląska (Wyd. Arkady, 1969)
- Żołnierskie drogi (Wydawnictwo Lubelskie, 1971)
- Ostatnia szarża (Wyd. Śląsk, 1972)
- Konspiracyjna fabryka broni (Wyd. Lubelskie, 1971)
- Partyzancka ofensywa nad Wisłą (Wyd. Lubelskie, 1973)
- My chłopcy też wojsko (Wyd. MON, 1975)
- Zostały tylko ślady podków (Książka i Wiedza, 1978,1984)
- Jarek i Marek na tropie szpiega (Wyd. Lubelskie,1980, 1986)
- Klechdy ciechanowskie (z A. Borkowskim, Wyd. Epoka, 1980)
- Synami pułku ich nazwano (z J. Czerwińskim) (Wyd. MON, 1980)
- Strachy z pałacowej wieży (Wydawnictwo Śląsk, 1983)
- Jarek i Marek bronią Warszawy (Wyd. Lubelskie, 1983)
- Dajcie im imię (Wyd. PAX, 1985)
- Jarek i Marek wyruszają na Zachód (Wyd. Lubelskie, 1985)
- Marek na wyspie nadziei (Wyd. Lubelskie, 1986)
- Bez buławy (opowieść o gen. Roweckim, Ludowa Spółdzielnia Wydawnicza, 1988)
- Bartek, Tatarzy i motorynka (Wydawnictwo Pojezierze, 1988)
- Przez trzy granice (z Ilią Marinkovićem, KAW, 1986)
- Kwatera 139. Opowieść o marszałku Rydzu-Śmigłym (Wyd. Lubelskie, 1989)
- O kawalerii polskiej XX wieku (z L. Kukawskim, Wyd. Ossolineum, 1991)
- Czy Bóg był po stronie Niemców (Wyd. Epoka, 1990)
- Kształt smoka (powieść o Kazimierzu Wielkim, Ludowa Spółdzielnia Wydawnicza, 1990)
- Troje oczu sowy (Wyd. Horyzonty, 1995)
- Zetrzyj z włosów pył bitewny (Wyd. Audiator, 1996)
- Za jeden uśmiech – szkice o Orderze Uśmiechu (Wyd. Horyzonty, 1996)
- Bartek, Zuzanna, Kopernik (Wyd. Graffiti BC, 1999)
- Miłość i zbrodnia w Soplicowie (powieść na kanwie „Pana Tadeusza”, KAW, 1999)
- Analfabeci istnienia (Wyd. WPE, 2004)
- Nie ciągnij za brodę świętego Mikołaja (Wyd. Graffiti BC, 2005)
- Masoni bez maski (Wyd. Graffiti BC, 2006)
- Życie pełne puent (z Wiesławą Piątek, Międzynarodowa Kapituła Orderu Uśmiechu, 2009)